# U-Carmen e-Khayelitsha
U-Carmen e-Khayelitsha, o más simplemente U-Carmen, es una película musical sudafricana basada en la ópera Carmen de Georges Bizet y dirigida por Mark Dornford-May, su primer largometraje, que se rodó en el lugar homónimo (Khayelitsha).

## Producción
La película es un remake moderno de la ópera Carmen de Bizet, del año 1875. Hablada completamente en xhosa, combina la música original de la ópera con la música tradicional africana. U-Carmen fue traducida al xhosa por Pauline Malefane y Andiswa Kedama, quienes interpretan a Carmen y Amanda respectivamente.
El reparto ensayó durante cuatro semanas antes de comenzar el rodaje de la película. Los números musicales de la película fueron grabados en vivo por el conjunto sin ninguna clase de doblaje. Ninguno de los integrantes del reparto había participado en una película anteriormente.

## Sinopsis
U-Carmen es un largometraje basado en la ópera de Bizet del siglo XIX, filmada en un municipio de Sudáfrica. La energía, la compasión y el calor de la vida municipal en todos sus elementos creará una constante visualmente interesante y dinámica de fondo para el desarrollo de la historia.
La película comienza cuando Jongikhaya (Andile Tshoni) llega a Ciudad del Cabo a una estación de policía, en busca del sargento de policía Nomakhaya (Lungelwa Blou). Él no se encuentra en la estación, ya que está afuera en la patrulla, por lo que decide regresar más tarde para evitar ser acosada por los demás funcionarios. Mientras tanto, Carmen (Pauline Malefane) y Amanda (Andiswa Kedama) van a trabajar en la fábrica de cigarrillos. El vehículo de la policía pasa delante de Jongikhaya y Carmen grita para que se estacionen allí. Nomakhaya finalmente encuentra a Jongikhaya y le da un anillo que su madre le envió: le insta regresar a su aldea para ver a su madre antes de que ella muera. Un flashback (vuelta repentina al pasado) revela que Nomakhaya ha sido repudiado por su madre después de que se ahogó su hermano durante una discusión. Más tarde, el aburrido agente de la policía decide ir a la fábrica de cigarrillos para ver a las niñas. Carmen mira cuando Nomakhaya lee su Biblia y hace caso omiso hacia ella. Ella coquetea con él y le arroja una rosa en su coche. Posteriormente, las mujeres de la fábrica de cigarrillos están viendo televisión cuando ven un anuncio que un cantante, Lulamile Nkomo, está volviendo a la zona del municipio para un concierto especial. Pinki (Ruby Mthethwa) apaga el televisor cuando Carmen está tratando de ver el metraje y se produce una pelea. La policía llega a romper la lucha; Nomakhaya tiene a Carmen en custodia después de que Pinki se encuentra herida por un cuchillo. Sin embargo, Carmen convence a Nomakhaya que la deje ir a cambio de su amor y promesas de reunirse con él más tarde en un bar. Nomakhaya es degradado por el Capitán Gantana (Zamile Gantana) y confinado a sus cuarteles por su papel en la fuga.
Unos días después, Carmen, Amanda, las trabajadoras de la fábrica de cigarrillos, y los traficantes de drogas amigos de Carmen esperan con impaciencia la llegada de Lulamile Nkomo en el bar de Bra Nkomo (Andries Mbali). La policía llega a la búsqueda de Carmen, pero ella se esconde. Nomakhaya también llega, aunque se le trata con hostilidad por las fabricantes y los narcotraficantes hasta que Carmen se compromete con él. Él declara su eterno amor por Carmen y ella le advierte una vez más que solo se pertenece a sí misma. También le da su anillo de la madre. A instancias de Carmen, Nomakhaya cierra su puesto de trabajo y se convierte en un traficante de drogas. Sin embargo, una noche durante una operación de contrabando, se convierte en celos cuando Carmen es amigable hacia otro hombre y comienza una lucha. Los otros traficantes de drogas lo golpearon y furiosa, Carmen declara que su relación con Nomakhaya ha terminado. Carmen le devuelve el anillo que le dio. Nomakhaya le pide a Carmen que no se olvide de él. Él declara que la mataría si ella le rechaza. Carmen está programada para cantar en el concierto tras el regreso de Lulamile Nkomo. Sus amigos le advierten de que Nomakhaya se encuentra en la audiencia. Cuando Nomakhaya le dice a Carmen de su relación con ella, se encuentran afuera del lugar y el la amenaza a ella con un cuchillo. A pesar de su ominosa amenaza, Carmen se niega a estar de vuelta con el. Nomakhaya apuñala a Carmen y cuando sus amigas salen del lugar para ver lo que sucede, encuentran a Carmen muerta.

## Estreno
Las distintas fechas de estreno se mencionan en la tabla:
| País           | Fecha                    |
| -------------- | ------------------------ |
| Alemania       | 13 de febrero de 2005    |
| Grecia         | 1 de abril de 2005       |
| Sudáfrica      | 1 de abril de 2005       |
| Polonia        | 24 de julio de 2005      |
| Canadá         | 15 de septiembre de 2005 |
| Países Bajos   | 22 de septiembre de 2005 |
| Hong Kong      | 1 de octubre de 2005     |
| Alemania       | 22 de diciembre de 2005  |
| Austria        | 29 de diciembre de 2005  |
| Suiza          | 29 de diciembre de 2005  |
| Tailandia      | 30 de marzo de 2006      |
| Suecia         | 31 de marzo de 2006      |
| Francia        | 5 de abril de 2006       |
| Rusia          | 6 de abril de 2006       |
| Dinamarca      | 12 de abril de 2006      |
| Reino Unido    | 21 de abril de 2006      |
| Estados Unidos | 27 de abril de 2006      |
| Bélgica        | 3 de mayo de 2006        |
| Singapur       | 8 de junio de 2006       |
| Filipinas      | 8 de agosto de 2007      |

## Reparto
| Actriz/Actor        | Personaje       |
| ------------------- | --------------- |
| Pauline Malefane    | Carmen          |
| Andile Tshoni       | Jongikhaya      |
| Lungelwa Blou       | Nomakhaya       |
| Zweilungile Sidloyi | Lulamile Nkomo  |
| Andries Mbali       | Bra Nkomo       |
| Zamile Gantana      | Capitán Gantana |
| Andiswa Kedama      | Amanda          |
| Ruby Mthethwa       | Pinki           |
| Ross Garland        | Policía         |

## Lugares de Filmación
- Khayelitsha, Sudáfrica

## Premios

### Festival Internacional de Berlín
| Año  | Resultado | Premio               | Categoría/Destinatario(s) |
| ---- | --------- | -------------------- | ------------------------- |
| 2005 | Ganador   | Oso de Oro de Berlín | Mark Dornford-May         |

- Datos: Q2141815